# Forza Motorsport
『Forza Motorsport』（フォルツァ モータースポーツ）は、 Turn 10 Studiosが開発しマイクロソフトから発売されているXbox用レースシミュレーションゲームの第1作、およびそのシリーズ名である。

## 概要
タイトルの「Forza」はイタリア語で「カ」、「強さ」などを意味する。
Forza Motorsportの特色はForzaTechエンジンによって再現されるリアルなグラフィックと精密に再現された車両、挙動、サウンドである。プレイステーションから発売されているグランツーリスモシリーズと異なり、排気音と車両のカスタマイズに重点を置いている点が特徴である。
レーシングカーはもちろん、大衆車や高級車、旧車、ネタ車といった豊富なジャンルの車が収録されており、Forza Motorsport 4からは現実世界では存在しない架空の車も収録されている（Hot Wheelsの車やHaloシリーズのワートホグなど）。さまざまなメーカーとパートナーシップを結んでおり、独占収録されている車種も多い。
2005年に第1作が発売されてからおよそ2年ごとに新作が発売されており、スピンオフのHorizonシリーズが発売されてからは奇数年にMotorsportシリーズ、偶数年にHorizonシリーズが交互に発売されていたが、2017年のForza Motorsports 7を最後にMotorsportシリーズは続編が出ておらず、Horizonシリーズの新作が2021年に発売されたことでこのリリースサイクルは崩れている。これまで全世界でシリーズ累計1000万本以上を販売している。
発売から約4年のサイクルでダウンロード版やDLCの販売を終了する事が特徴で、販売が終了するとストアでの新規の購入は行えなくなる。リリースサイクルが維持されていた時代は4年後には次々作が発売されていたため大きな反響は無かったが、シリーズの続編が出ないまま2021年にMotorsport 7の販売が終了された際にはネット上に広く報じられる事となった。販売終了は実車メーカーとのライセンスが要因であるとしている。
また、「Forza Motorsport」シリーズでは、ダートコースは登場せず、基本的にはサーキットや市街地などの舗装路を走るのも特徴である。ダートコースは「Forza Horizon」シリーズから登場した。

## シリーズ

### メインシリーズ
| タイトル           | 発売年 | 機種                             | 収録車種数(DLC込) | 収録コース数 | セールス（世界） |
| ------------------ | ------ | -------------------------------- | ----------------- | ------------ | ---------------- |
| Forza Motorsport   | 2005   | Xbox                             | 231               | 17*          | 1,500,000        |
| Forza Motorsport 2 | 2007   | Xbox 360                         | 310(349)          | 15*          | 3,500,000        |
| Forza Motorsport 3 | 2009   | Xbox 360                         | 400(518)          | 25*          | 5,000,000        |
| Forza Motorsport 4 | 2011   | Xbox 360                         | 533(676)          | 26*          | 4,570,000        |
| Forza Motorsport 5 | 2013   | Xbox One                         | 200(317)          | 17           | 2,310,000        |
| Forza Motorsport 6 | 2015   | Xbox One,Windows 10              | 460(623)          | 28           | 1,990,000        |
| Forza Motorsport 7 | 2017   | Xbox One,Windows 10              | 700(834)          | 32           |                  |
| Forza Motorsport   | 2023   | Xbox Series X/S,Windows 10,Steam | 500               | 20           |                  |

### スピンオフシリーズ
Forza Motorsportのスピンオフシリーズ。
Forza Horizon シリーズ
Forza Horizonシリーズではサーキットを走行する本家とは違いオープンワールドが舞台となる。Horizonシリーズの開発はPlayground Games。
| タイトル        | 発売年 | 機種                                      | 収録車種数(DLC込) | ロケーション                     |
| --------------- | ------ | ----------------------------------------- | ----------------- | -------------------------------- |
| Forza Horizon   | 2012   | Xbox 360                                  | 127(218)          | アメリカ コロラド州              |
| Forza Horizon 2 | 2014   | Xbox One,Xbox 360                         | 210(336)          | 地中海沿岸（イタリア、フランス） |
| Forza Horizon 3 | 2016   | Xbox One,Windows 10                       | 350(518)          | オーストラリア                   |
| Forza Horizon 4 | 2018   | Xbox One,Xbox Series X/S,Windows 10,Steam | 450(752)          | イギリス                         |
| Forza Horizon 5 | 2021   | Xbox One,Xbox Series X/S,Windows 10,Steam | 500               | メキシコ                         |

Forza Street
2019年にiPhone iOS,Android,Windows 10向けに配信されたスマートフォン向けレースゲーム。2022年4月11日にサービスが終了。

## シリーズ第1作の概要
Forza Motorsportシリーズの第1作。北米で2005年5月3日発売。日本では2005年5月12日発売。

## 登場メーカー（ブランド）
CAREER MODE参照。国ごとにブースが設けられており、購入できるクルマは「レース参加」内の達成度によってアンロックされる方式。

### 日本
- トヨタ
- ホンダ
- 日産
- マツダ
- 三菱
- スバル

### アメリカ
- シボレー
- ダッジ
- フォード
- アキュラ
- キャデラック
- クライスラー
- レクサス
- パノス
- ポンティアック
- サリーン
- シェルビー
- ビュイック
- イーグル
- インフィニティ

### ドイツ
- ポルシェ
- アウディ
- メルセデス・ベンツ
- BMW
- フォルクスワーゲン
- オペル
- ミニ

### イタリア
- フェラーリ
- ランチア
- パガーニ

### イギリス
- ロータス
- TVR
- アストンマーティン
- ベントレー
- ジャガー
- ボクスホール

### スウェーデン
- ボルボ
- ケーニグセグ
- サーブ

### フランス
- プジョー
- ルノー

### 韓国
- ヒュンダイ

### スペイン
- セアト

## 収録コース

### 実在コース
- ラグナセカ(Laguna Seca)[12]
- ニュルブルクリンク北コース(Nürburgring Nordschleife)
- ロード・アメリカ(Road America)
- ロードアトランタ(en:Road Atlanta)
- シルバーストン・サーキット(Silverstone Circult)
- 筑波サーキット(Tsukuba Circult)

### オリジナル・コース
- アルペン・リング(Alpine Ring)
- ブルーマウンテンズ・レースウェイ(Blue Mountains Raceway)
- 富士見街道(Fujimi Kaido)
- メイプルバレー・レースウェイ(Maple Valley Raceway)
- ニューヨーク市街地コース(New York Circuit)
- パシフィック・シップヤーズ(Pacific Shipyards)
- リオ・デ・ジャネイロ(Rio De Janeiro)
- サンセット・ペニンスラ・レースウェイ(Sunset Peninsula Raceway)
- 東京サーキット(Tokyo Circult)
- テスト・トラック(Test Track)

## 参照
1. ↑  “Forza Horizon 2 Being Removed From Sale On Xbox One Soon” (英語). GameSpot (2018年8月20日). 2022年3月16日閲覧。
2. ↑  “オーストラリア舞台のオープンワールドレース『Forza Horizon 3』DL販売が9月27日終了へ―本編が1,033円となる最終セール実施中”. Game*Spark (2020年8月13日). 2022年3月16日閲覧。
3. 1 2  “「Forza Motorsport 7」の販売が9月15日に終了へ”. 4Gamer.net (2021年7月30日). 2022年3月16日閲覧。
4. ↑  “『Forza Motorsport 7』が9月15日に販売終了―Xbox Game Passでもプレイ不可能に【UPDATE】”. Game*Spark (2021年7月30日). 2022年3月16日閲覧。
5. ↑  “「Forza Motorsport 7」、2021年9月15日を持って販売を終了 新作が4年以上出ないシリーズ史上初の事態。レースゲームファンは早めのDLを”. GAME Watch (2021年7月30日). 2022年3月16日閲覧。
6. ↑  “Forza 3 Sales Are GT-Like Sells Roughly 4 Million Copies Worldwide Since Launch”. www.gamesthirst.com (2011年10月15日). 2020年4月7日閲覧。
7. ↑  Xbox Oneシリーズ最新作『Forza Motorsport 6』が発表、米フォード社と提携 - Game Spark(2015年4月23日閲覧)
8. ↑  ［E3 2016］「Forza Horizon 3」セッション＆プレイレポート。シリーズ最高のグラフィックス表現やソーシャル機能に注目 - 4gamer net(2016年6月20日閲覧)
9. ↑  ［E3 2018］「Forza Horizon 4」発表。“季節”をテーマにした，シェアードオープンワールドのドライブゲームに - 4gamer net(2018年6月11日閲覧)
10. ↑  ［E3 2021］「Forza Horizon 5」が11月9日に発売。美しいメキシコの大地を疾走するトレイラーとプレイ映像が公開 - 4gamer net(2021年6月14日閲覧)
11. ↑  “「Forza Street」のサービス終了が決定。2022年4月11日までプレイ可能”.   4Gamer.net. 2022年1月11日閲覧。
12. ↑  Forza Motorsport レビュー -  Game Watch(2015年4月24日閲覧)